# Delaunay-Belleville
Automóviles Delaunay-Belleville era un fabricante francés de automóviles de lujo con sede en Saint-Denis, Francia, al norte de París. A principios del siglo XX se encontraba entre los productores de automóviles más prestigiosos del mundo, siendo posiblemente la marca francesa más deseable. Fundada en 1903, la empresa estuvo operativa hasta 1948.

## Historia

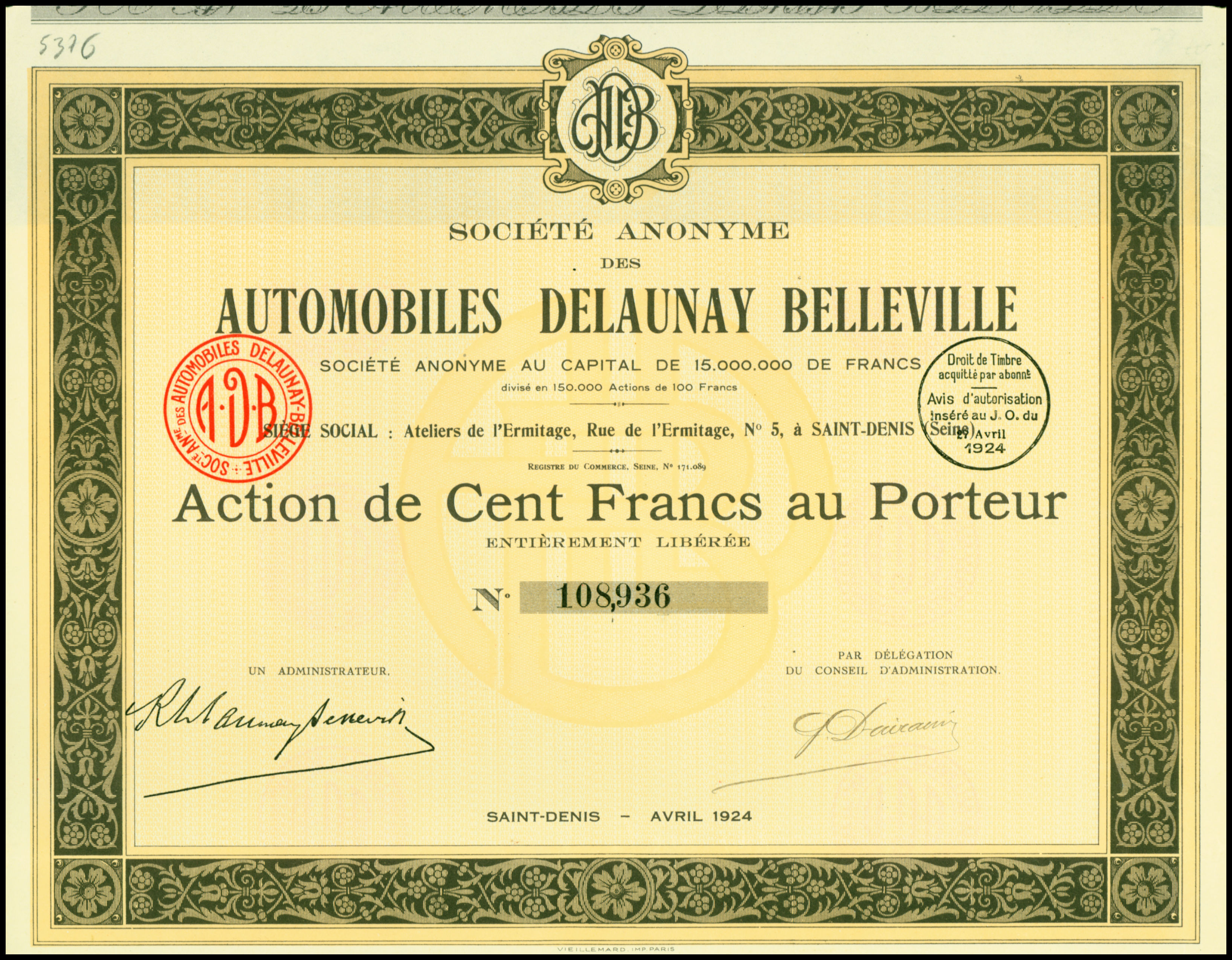
Participación de la SA des Automobiles Delaunay Belleville, emitida el 29 de abril de 1924

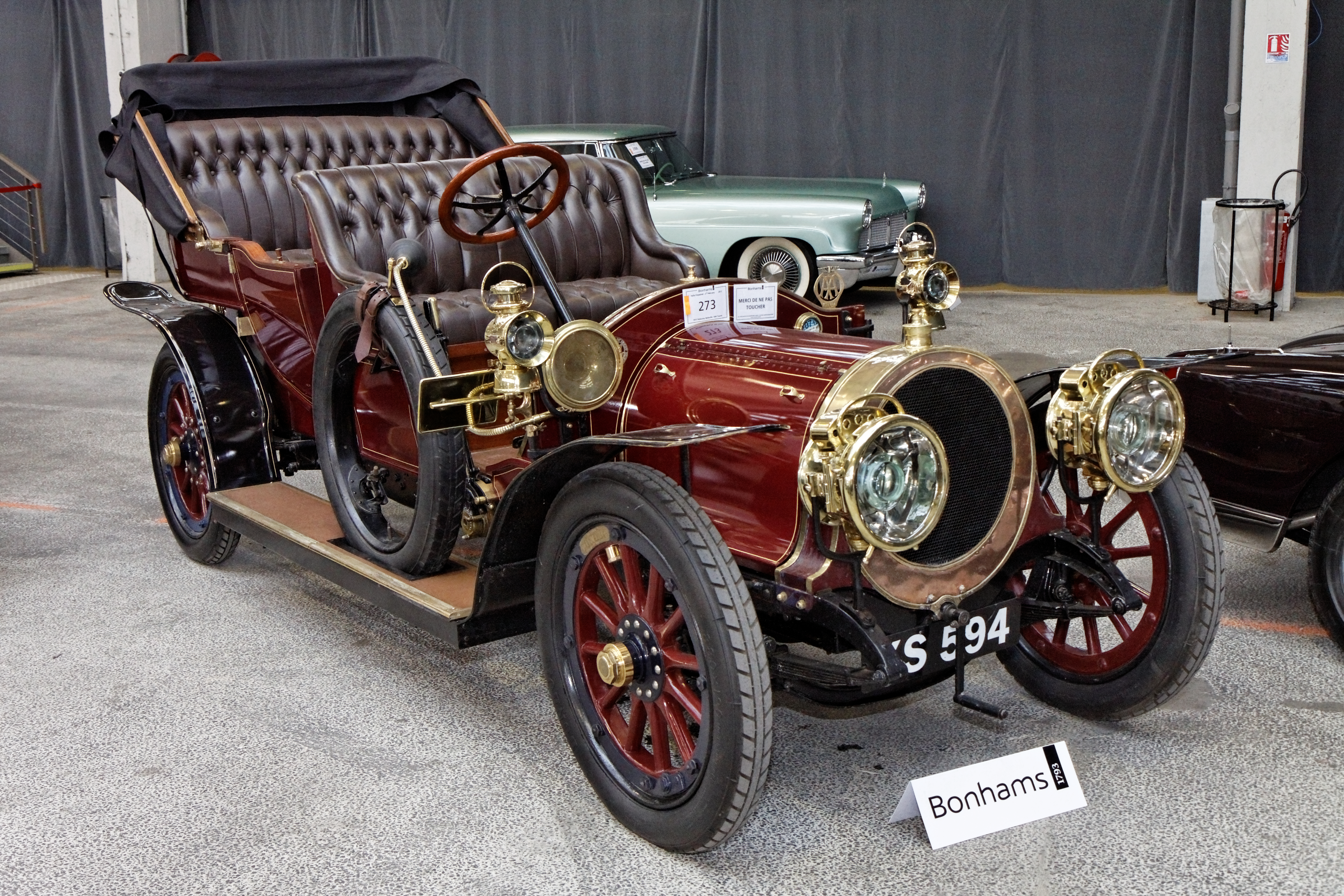
Delaunay-Belleville HB 4 de 1911, con una réplica de su carrocería original

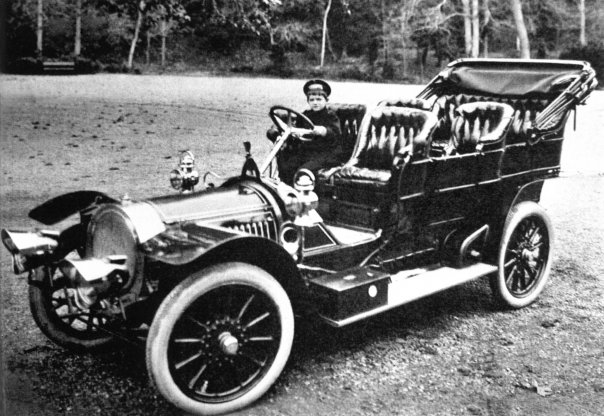
Alekséi Nikolayévich, Zarévich de Rusia en 1909

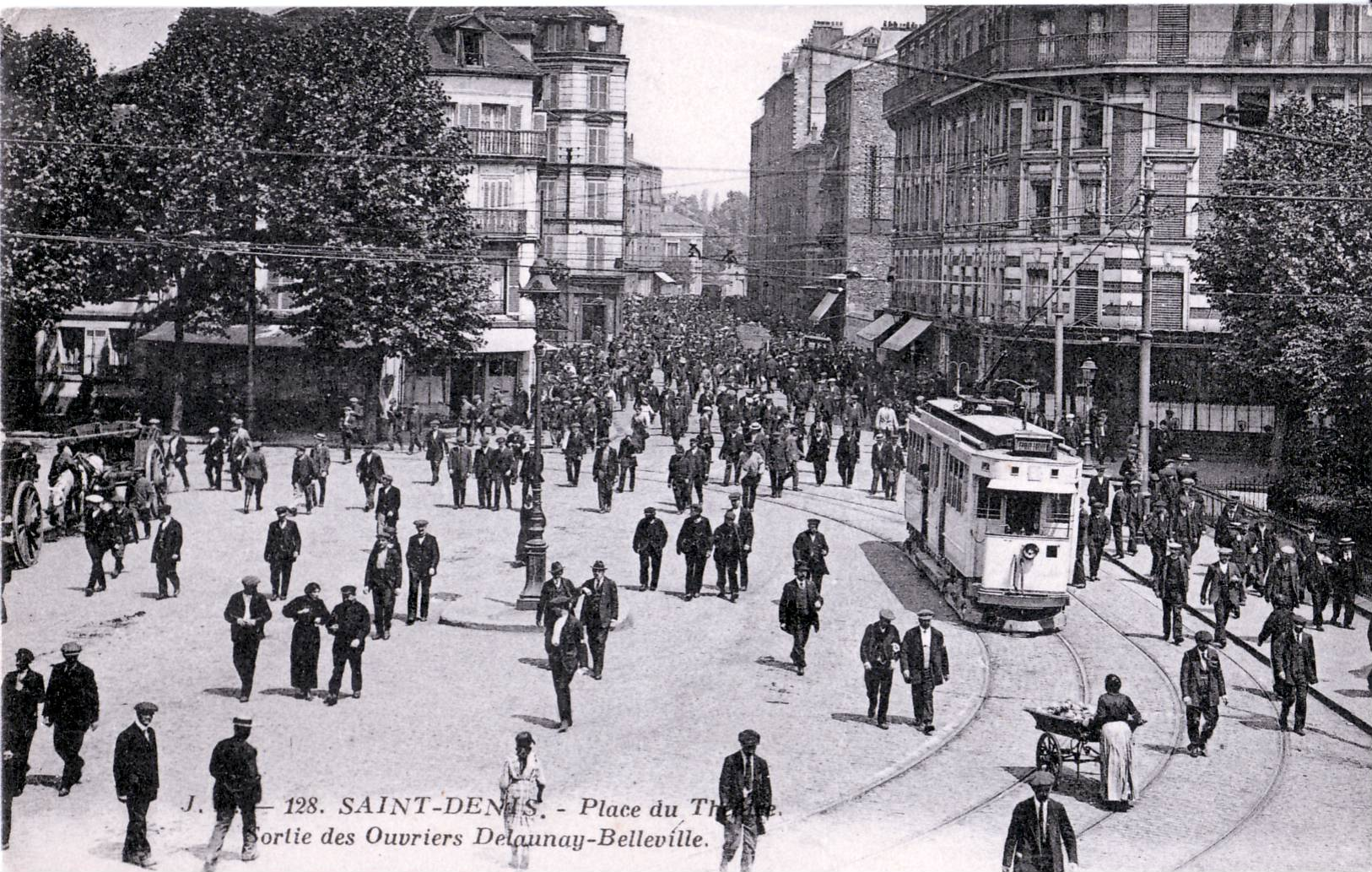
Trabajadores saliendo de la planta de Delaunay-Belleville a principios del siglo XX

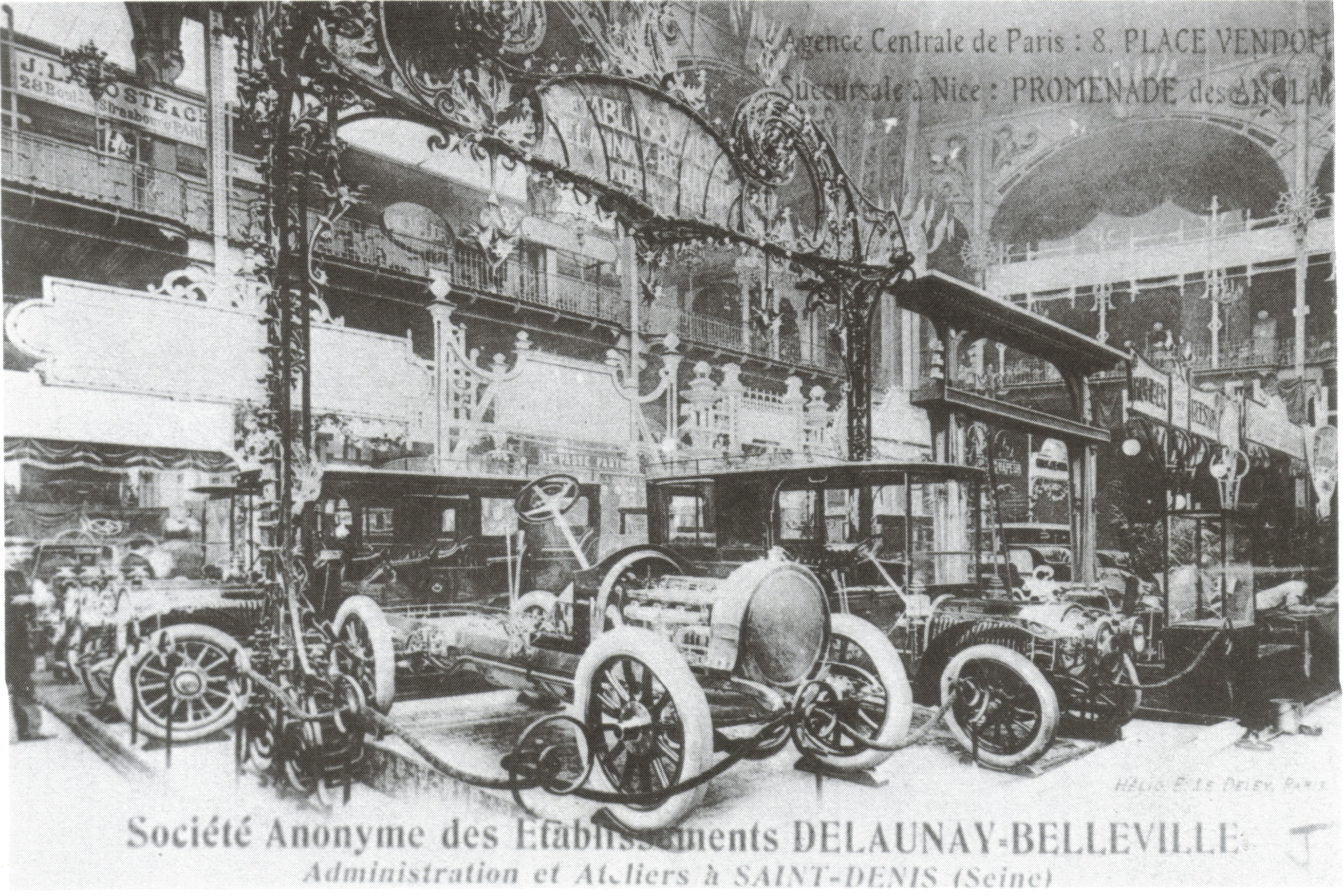
La fábrica de Delaunay-Belleville en Saint-Denis

Julien Belleville había sido fabricante de calderas marinas desde alrededor de 1850. Louis Delaunay se unió a la firma en 1867 y se casó con la hija de Belleville. Cambió su apellido a Delaunay-Belleville y sucedió a su suegro en la dirección de la empresa.
La Sociedad Anónima de los Automóviles Delaunay-Belleville se fundó en 1903 por iniciativa de Louis Delaunay y de Marius Barbarou. La familia de Barbarou era propietaria de la empresa de calderería St. Denis en Belleville, con influencias en el diseño de sus calderas inspiradas en la empresa de Delaunay. Barbarou, que entonces contaba con 28 años de edad, tenía experiencia en el mundo del automóvil al haber trabajado para las marcas Clément, Lorraine-Dietrich y Benz; y sería el responsable del diseño y del estilo de los coches, incluida la marca registrada del radiador redondo. Su primer automóvil se exhibió en el Salón de París de 1904, y tuvo una gran acogida.
La compañía comenzó con tres modelos, todos con motor de cuatro cilindros: un modelo de 16 hp con transmisión por engranajes y un modelo de 24 hp y otro de 40 hp, ambos accionados por cadena, probablemente los primeros automóviles en tener árboles de levas lubricados a presión. Las carrocerías se podían acoplar al chasis con tan solo cuatro pernos, y los frenos se enfriaban con agua procedente de un depósito de 2 galones imperiales (9,1 L) de capacidad. 
Delaunay-Belleville era una marca de prestigio, convirtiéndose en uno de los líderes mundiales en automóviles de lujo ya desde sus inicios. En 1906, el emperador Nicolás II de Rusia había comprado un modelo de 40 caballos, y entre otros propietarios reales figuraban el rey Jorge I de Grecia y el rey Alfonso XIII de España. 
Fue el primer fabricante de automóviles francés en ofrecer un motor de seis cilindros, el Delaunay-Belleville de 70 CV, que estuvo disponible solo en 1909 y después solo en pequeñas cantidades, permaneciendo en producción limitada hasta 1912. Este modelo llegó a ser conocido como el Tipo SMT, o Sa Majesté le Tsar, porque Nicolás II compró uno de los últimos motores 70 CV construidos. En 1909 el zar realizó un segundo encargo, solicitando un motor de arranque silencioso operable desde el asiento del conductor. Este diseño, conocido como motor de arranque Barbey, se hizo estándar en los modelos de la firma a finales de 1910. 
Como la mayoría de las marcas de prestigio, estos automóviles se vendían como chasis desnudos, listos para montar carrocerías encargadas a medida según el gusto del cliente. Entre 1906 y 1914, las importaciones británicas fueron principalmente organizadas por Shinnie Brothers, una subsidiaria de Burlington con sede en Aberdeen, siendo luego enviadas a Londres para su venta.
Después de la Primera Guerra Mundial, los carroceros continentales ganaron popularidad al menos en Gran Bretaña, cuando D'Ieteren Frères de Bélgica se convirtió en el carrocero más vinculado con la compañía: su landaulette, sobre un chasis de 26 caballos, tenía un precio en Gran Bretaña de 900 libras, situado entre el de un Napier y el de un Rolls-Royce.
Después de que Barbarou dejara la empresa, la calidad de Delaunay-Belleville comenzó a disminuir. En 1919, la compañía ofrecía un cuatro cilindros de 10 hp, sin duda la voiturette más cara del mercado, así como un modelo con motor de cuatro cilindros de 15,9 hp, el P4B, en 1922. 
En 1926 aparecieron los nuevos modelos de válvulas en cabeza de cuatro cilindros 14/40 y 16/60. Los modelos de seis cilindros de 20 y 10 hp anteriores a la guerra continuaron produciéndose hasta 1927. Los últimos intentos de mantener a flote la empresa fueron los modelos con motores de 3180 cm³ (194,1 plg³) 21 CV de seis cilindros de 1928; y el de 3619 cm³ (220,8 plg³) 21/75 con válvulas en cabeza de seis cilindros de 1930. En 1931 se utilizaron motores Continental, importados de los EE. UU., más silenciosos y más baratos. 
A fines de la década de 1920, Delaunay-Belleville había perdido su prestigio y se había volcado en la producción de camiones y vehículos militares. En 1936, la compañía de automóviles hasta entonces independiente, se fusionó con la matriz de Delaunay-Belleville. La producción del Delaunay-Belleville RI-6 continuó hasta finales de la década de 1930, siendo reeditado después de la Segunda Guerra Mundial. Era un automóvil con motor de seis cilindros que se parecía mucho al Mercedes-Benz 230, con suspensión totalmente independiente. Relanzado después de la guerra, contaba con una caja de cambios con preselector Cotal y un diseño de rejilla frontal aparentemente copiado del Buick de 1939. Sin embargo, el negocio estaba en declive, y cualquiera que hubiera comprado un RI-6 en la década de 1940 lo habría hecho sabiendo que el servicio postventa podría desaparecer pronto. Se completaron seis unidades en 1947, reducidas a cuatro durante la primera parte de 1948. 
La compañía continuó anunciando nuevos automóviles hasta 1950, pero la fábrica fue vendida a Robert de Rovin en 1948 y luego se utilizó para producir autociclos.